# Clusia sclerophylla
Clusia sclerophylla är en tvåhjärtbladig växtart som beskrevs av José Cuatrecasas. Clusia sclerophylla ingår i släktet Clusia och familjen Clusiaceae. Inga underarter finns listade i Catalogue of Life.